# شلبی (اوهایو)
شلبی(به انگلیسی: Shelby) شهری در ایالت اوهایو کشور ایالات متحده آمریکا است که جمعیت آن در سرشماری سال ۲۰۱۰ میلادی، ۹٬۳۱۷ نفر بوده‌است.